# Artūras Trukšinas
Artūras Trukšinas (ur. 15 grudnia 1989) – litewski wioślarz.

## Osiągnięcia
- Mistrzostwa Europy – Brześć 2009 – dwójka podwójna wagi lekkiej – 12. miejsce[1].